# Villaria fasciculiflora
Villaria fasciculiflora là một loài thực vật có hoa trong họ Thiến thảo. Loài này được Quisumb. & Merr. miêu tả khoa học đầu tiên năm 1928.